# The Desert's Toll

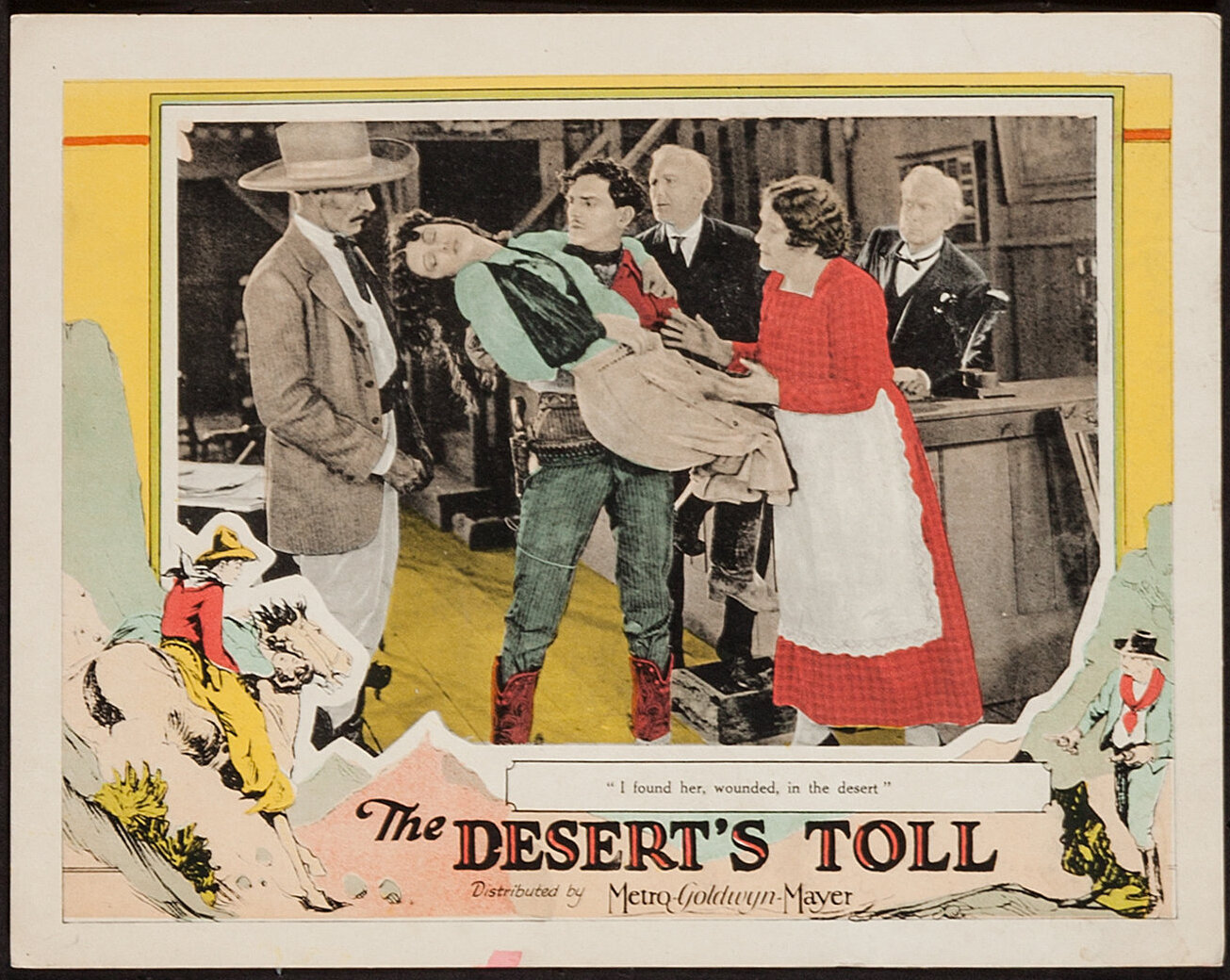
Carte promotionnelle du film.

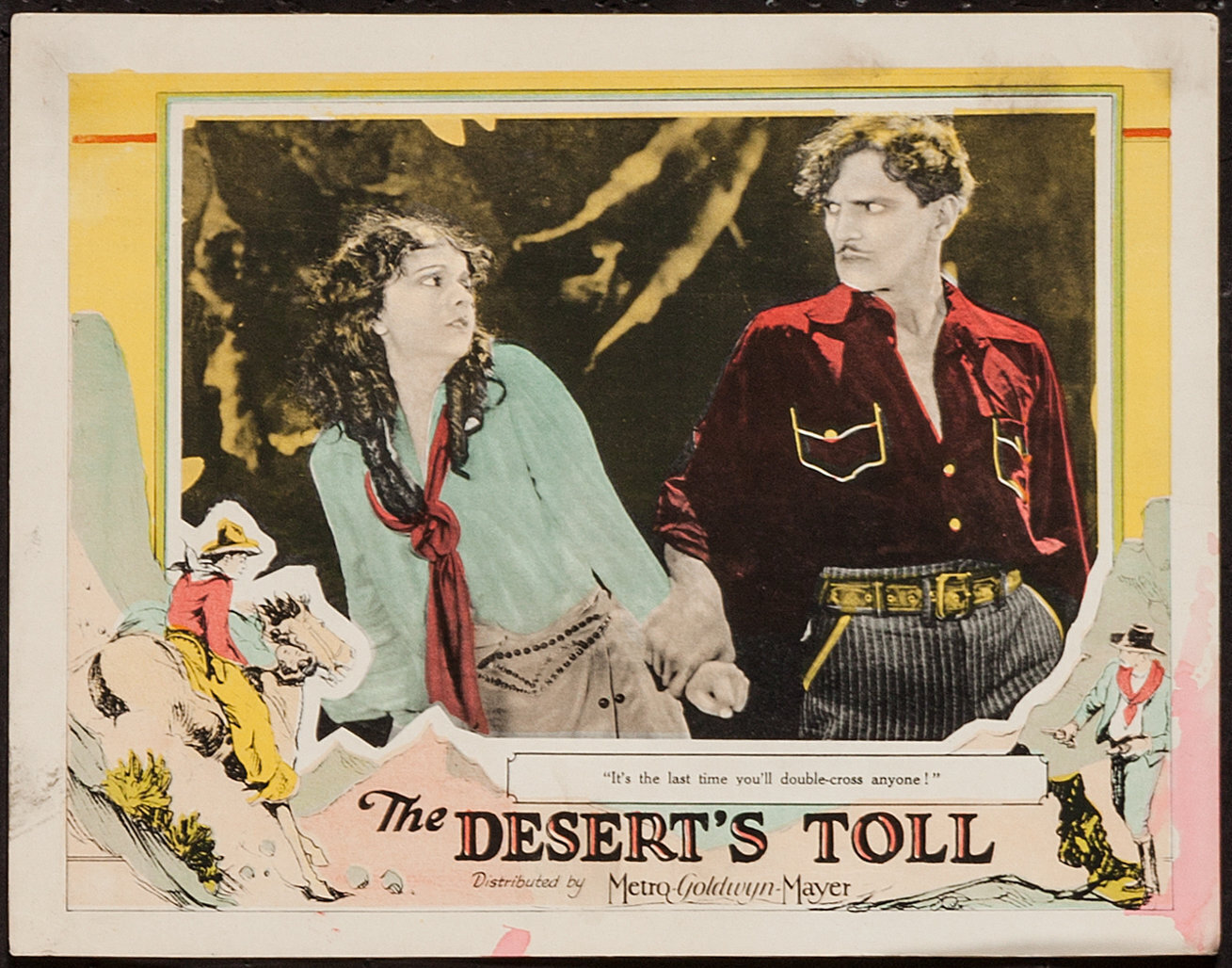
Autre carte promotionnelle du film.

The Desert's Toll est un western américain réalisé par Clifford Smith et sorti en 1926.

## Synopsis
Un vieux chercheur d'or est assassiné par des bandits qui voulaient découvrir l'emplacement de sa mine. Avant de mourir il se confire à Franck Darwin, qui doit convaincre  Muriel qu'il n'a pas tué son père, comme le prétendent Jasper et Oneta. Après avoir découvert la vérité, elle se marie avec Franck et hérite de la mine.

## Fiche technique
- Autre titre : The Devil’s Toll[2]
- Réalisation : Clifford Smith
- Scénario : 	Gardner Bradford
- Photographie : Jack Roach, George Stevens
- Distributeur : Metro-Goldwyn-Mayer
- Durée : 6 bobines[2]
- Dates de sortie :
  - États-Unis : 14 novembre 1926
  - Royaume-Uni : 20 janvier 1927 (Londres)

## Distribution
- Kathleen Key : Muriel Cooper
- Francis McDonald : Frank Darwin
- Tom Santschi : Jasper
- Anna May Wong : Oneta
- Lew Meehan : Henchman
- Guinn "Big Boy" Williams : Henchman
- Chief John Big Tree : Red Eagle